# Johann Friedrich Bause
Johann Friedrich Bause (1738-1814) est un graveur sur cuivre, buriniste et aquafortiste prussien.

## Biographie
Fils de Christian Gottlieb Bause et de Sophia Elisabeth Dryander, Johann Friedrich est né à Halle-sur-Saale (royaume de Prusse), le 3 janvier 1738.
Très tôt devenu orphelin, Bause semble s'être formé tout seul à l'art de la gravure. En 1759, il travaille brièvement à Augsbourg sous la direction de Johann Jacob Haid.
Ses premiers travaux réputés portent sur l'imitation de gravures exécutées par Jean-Georges Wille, dont la célébrité en Europe était très établie, et que Bause admirait.
En 1763, il épouse, à Halle, Henriette Charlotte Brünner, avec qui il a deux filles. La plus âgée, Friderike Charlotte, avait un don pour la musique, mais elle meurt à l'âge de 21 ans.
En 1766, il quitte Halle pour Leipzig, où il devient professeur de gravure sur cuivre à la Hochschule für Grafik und Buchkunst Leipzig et l'un des meilleurs portraitistes de son temps. Il est nommé membre de la principale loge maçonnique de la ville, Minerva zu den drei Palmen (« Minerve aux trois palmiers »), fondée en 1741. À partir de 1786, il est membre honoraire de l'académie prussienne des arts de Berlin.
Sa fille cadette, Juliane Wilhelmine Bause (1768-1837), épouse à Leipzig le banquier Karl Eberhard Löhr (1763-1813) ; elle grava elle-même une série de paysages.
En 1807, Anton Graff exécute le portrait de Bause en graveur. Vers 1809, sa vue commence à baisser, et il cesse de graver. En 1813, le général français Jean-Thomas Arrighi de Casanova l'expulse de sa maison et il se réfugie à Weimar où il meurt le 5 janvier 1814.

## Œuvre

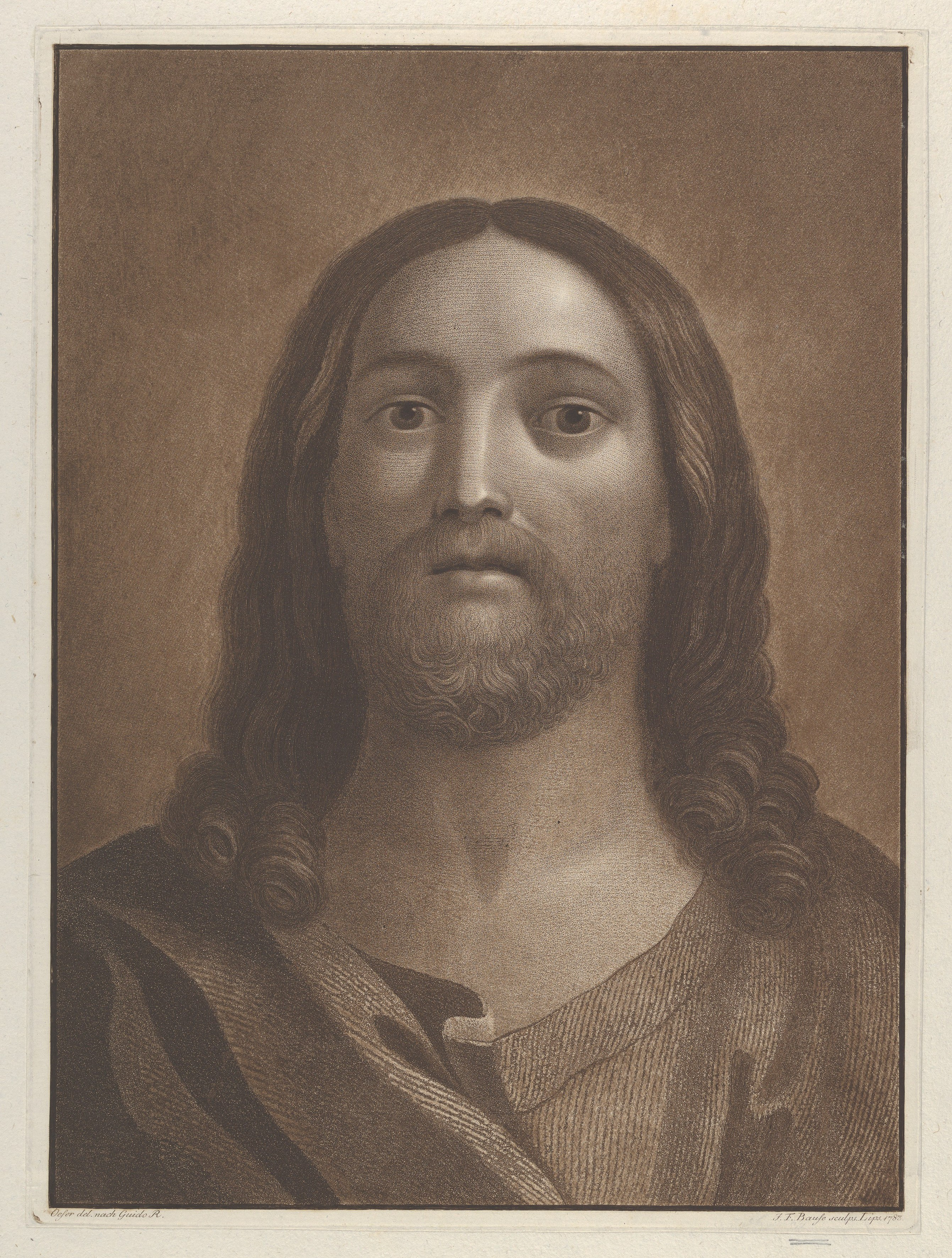
Tête de Christ (eau forte, 1783) d'après Guido Reni et un dessin de Adam Friedrich Oeser (MET).

Bause reste essentiellement un graveur de reproduction et un excellent portraitiste de nombreuses personnalités prussiennes en partie oubliées. Il passe pour un maître du burin et de l'eau forte, mais on connaît de lui quelques manières noires.